# Marooned
"Marooned" es una pieza instrumental de Pink Floyd perteneciente al disco de 1994 The Division Bell. Un extracto de la canción de apenas 2 minutos ha sido incluido en el álbum recopilatorio Echoes: The Best of Pink Floyd de 2001 (disco 1, pista 7).
La pieza, compuesta por el entonces cantante y guitarrista David Gilmour y el teclista Rick Wright, tiene sonidos, como olas o gaviotas, que describen la estancia solitaria en una isla (marooned traducido al español es abandonado), supuestamente desierta.
Se compuso mientras improvisaban en el barco-estudio de grabación de Gilmour: el Astoria.
En 1995, obtuvo el Premio Grammy por Mejor Interpretación Rock Instrumental, único Grammy de la banda en toda su historia.
El martes 20 de mayo de 2014, en la cuenta oficial de Pink Floyd en YouTube, se estrenó el nuevo vídeo oficial de este tema: Marooned. El vídeo muestra la Tierra desde la Estación Espacial Internacional, imágenes dentro del mismo e imágenes del pueblo fantasma ucraniano de Prypiat, deshabitada y destruida por el percance nuclear de la Planta Nuclear de Chernóbil, Óblast de Kiev, Ucrania, cerca de la frontera con Bielorrusia. Al final se ve un hombre con las ropas desgarradas, con barba y el cabello canoso y crecido, escribiendo letras, números y símbolos conocidos y desconocidos y unas imágenes de Prypiat, Ucrania antes del desastre, entre 1977 y 1978, con niños jugando, la rueda de la fortuna en el parque de Prypiat, que se ve de nuevo a la mitad del vídeo, cuando entra la batería de Nick Mason y una niña esperando algo.

## Créditos
Música compuesta por David Gilmour y Richard Wright
- David Gilmour - Fender Stratocaster
- Richard Wright - piano, sintetizadores Kurzweil
- Nick Mason - batería, percusión [Cymbals Paiste]
- Guy Pratt - bajo
- Jon Carin - teclados adicionales

Grabada en 1993 en el Astoria de David Gilmour.

## Trivia
Sólo se ha tocado en directo 3 veces:
- En los dos conciertos en Oslo , Noruega, en el tour de 1994 "The Division Bell" (uno de ellos incluido en el DVD de P•U•L•S•E, aunque no incluido en el álbum)
- En el concierto benéfico "Strat Pack", para el 50 aniversario de la Fender Stratocaster, en el cual Gilmour mostró su famosa Stratocaster "#0001".

Se incluyó en el recopilatorio Echoes: The Best of Pink Floyd, acortada a 2:02 minutos, cuando debería entrar la batería, fusionándose así con The Great Gig in the Sky.